# Национальный парк Шебеник-Ябланица
Национальный парк Шебеник-Ябланица (алб. Parku Kombëtar Shebenik-Jabllanicë) — национальный парк, расположенный в восточной части области Эльбасан в центральной Албании. Парк занимает площадь более 339 км² и граничит с Республикой Македония. Высота над уровнем моря варьируется от 300 м до более 2200 м на пике Шебеник, который наряду с горой Ябланица дал название парку. Национальный парк является одним из самых молодых в Албании, он был создан в 2008 году. В парке обитает большое количество различных видов животных, редко встречающихся в Албании, среди них европейский бурый медведь, евразийский волк и исчезающая балканская рысь. Кроме того, в парке произрастает ряд эндемичных и редких растений. Ближайшими городами к парку являются Либражд и Преняси.

## Галерея

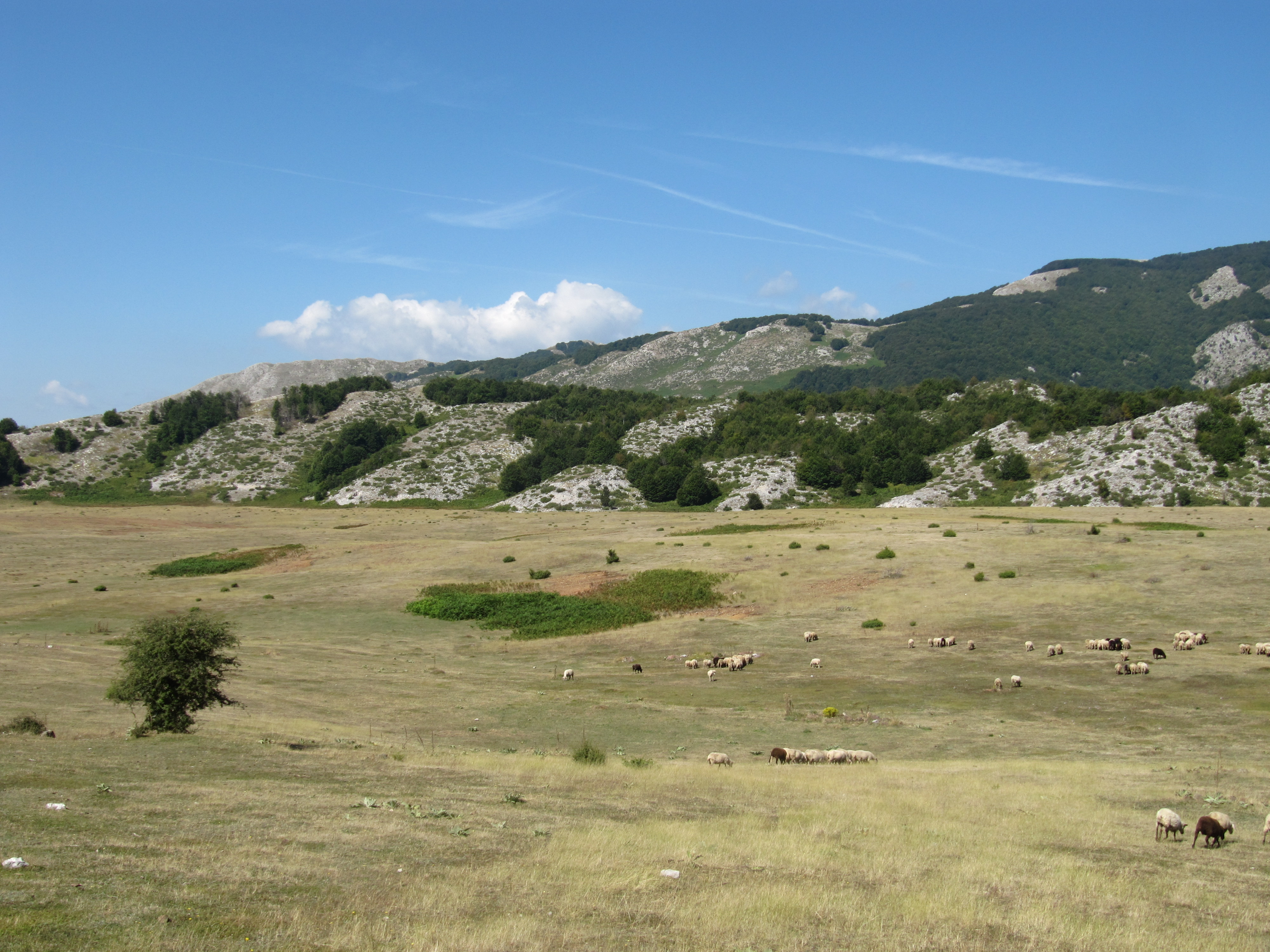
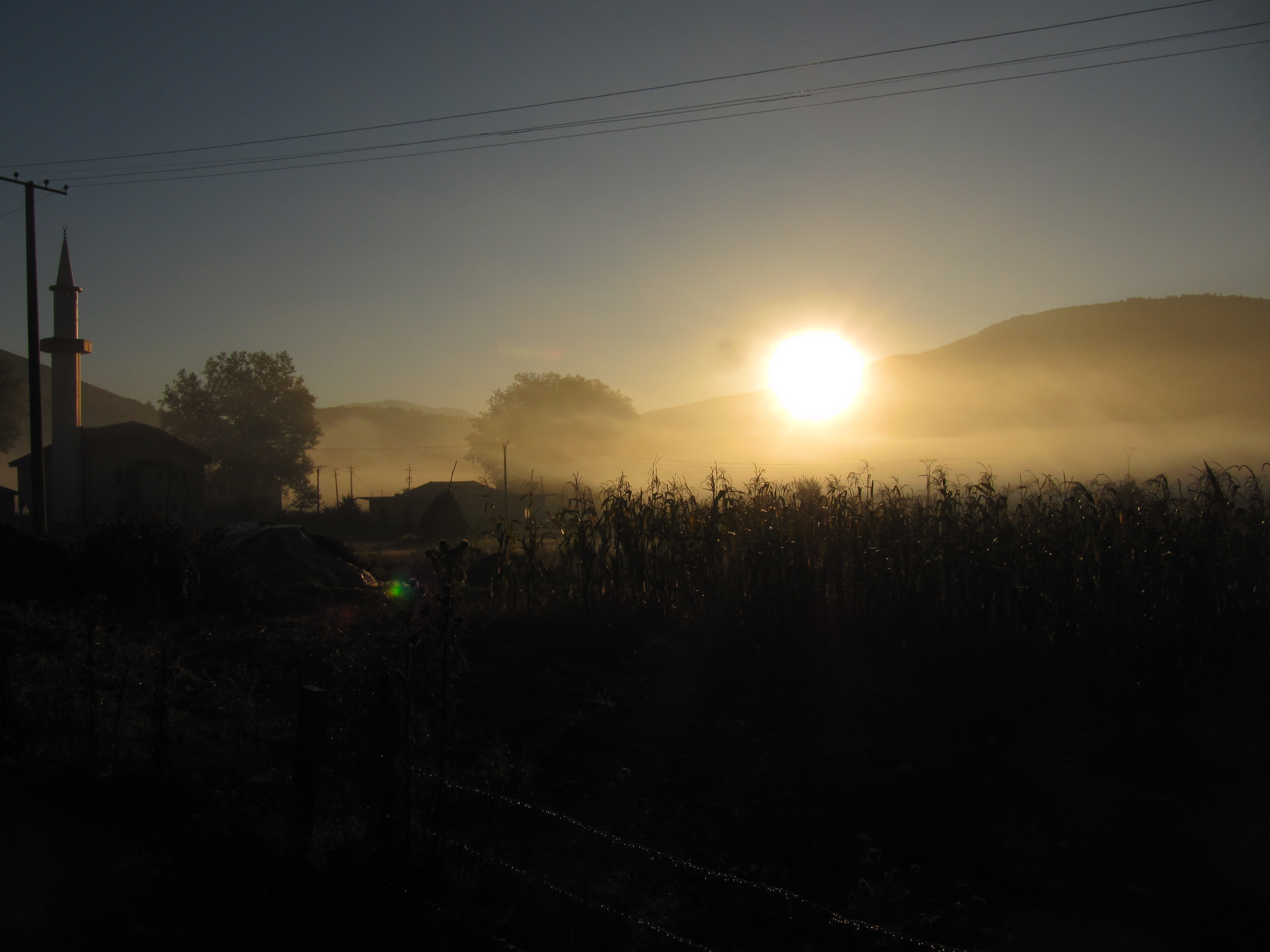
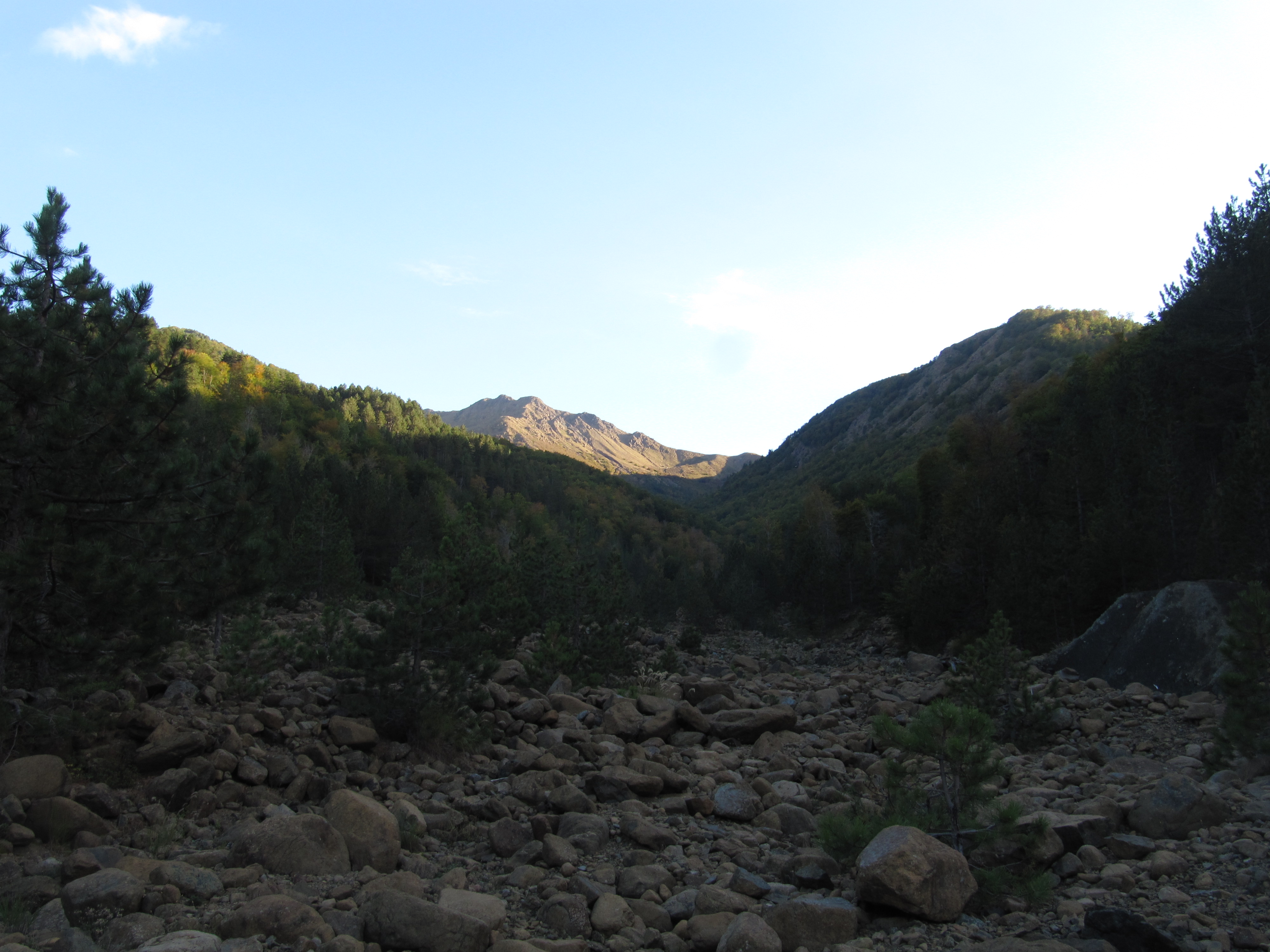
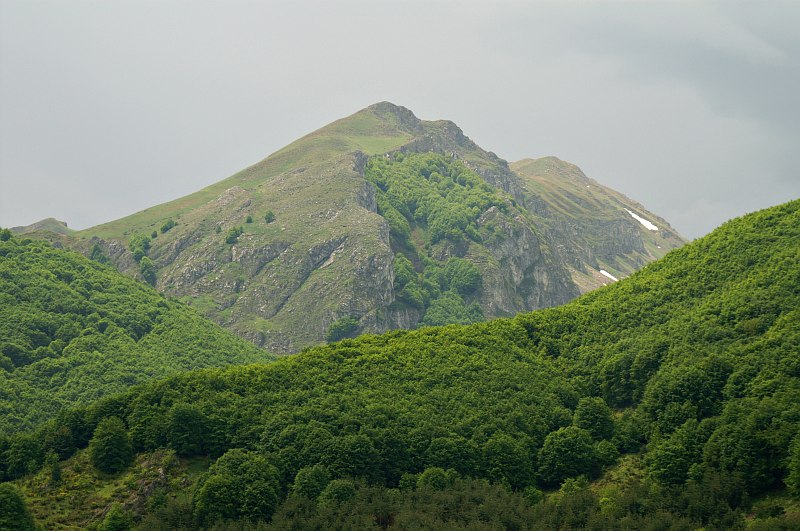

## География

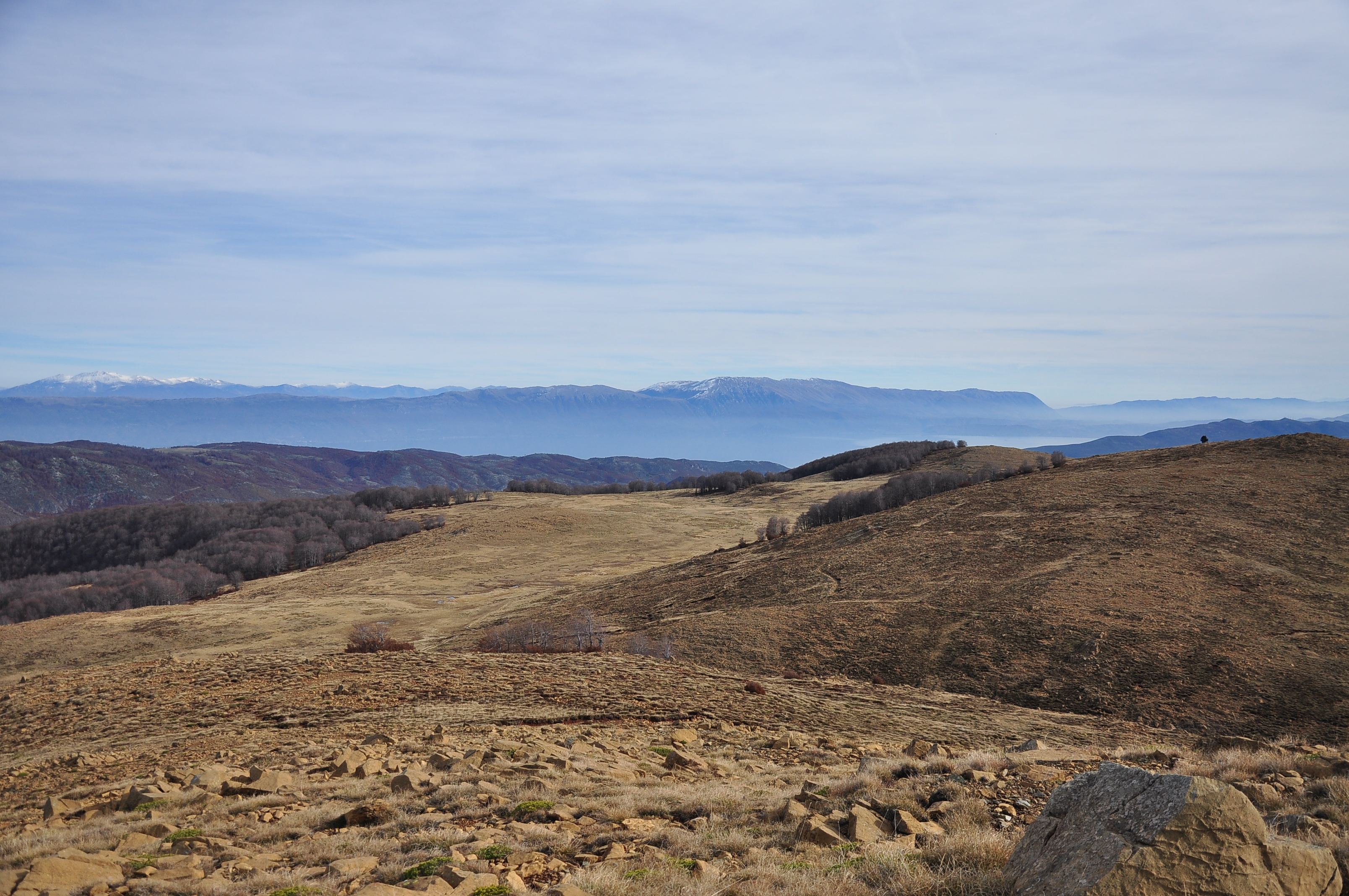
Вид на Охридское озеро с территории парка

По территории национального парка протекают две крупные и множество мелких рек. Крупнейшие реки Киришта и Буштрица имеют длину около 22 км.
На территории имеется не менее не менее 14 ледниковых озер, самое высокое из которых находится на высоте около 1900 м.
Климат преимущественно средиземноморский со среднегодовой температурой от 7 до 10 °С. Годовое количество осадков составляет от 1300 до 1800 мм в зависимости от местоположения в парке

## Дикая природа и экология
На территории парка обитает большое количество различных редких и эндемичных видов растений, животных и грибов.

### Флора
В парке произрастает бук, пихта, сосна, дуб, а также такие виды как ива пурпурная, клён остролистный, берёза повислая и пихта белая на северных склонах парковой зоны.

### Фауна
Национальный парк является одним из основных оставшихся ареалов обитания исчезающей балканской рыси, подвида обыкновенной рыси. 21 апреля 2011 года исследовательская команда PPNEA сделала первое фото живой балканской рыси, проживающих в границах национального парка. Здесь также обитают европейский бурый медведь, евразийский волк, серна, кабан, выдра. Из птиц обитают беркут, глухарь и рябчик.